# Leszczyńska Mária francia királyné
Leszczyńska Mária (lengyelül: Maria Leszczyńska, franciául: Marie Leszczynska; Trzebnica, Lengyelország, 1703. június 23. – Versailles, Franciaország, 1768. június 24.), Franciaország és Navarra királynéja XV. Lajos királlyal 1725. szeptember 4-én kötött házasságától 1768-ban bekövetkezett haláláig.
Ő volt a lemondatott lengyel király, Stanisław Leszczyński és Katarzyna Opalińska fiatalabb leánya. Közel negyvenhárom évnyi regnálása a leghosszabb királynéi terminusnak számít a francia történelemben. A mélyen vallásos királyné kedvessége és nagylelkűsége okán nagy népszerűségnek örvendett a francia nép körében, emellett számos lengyel szokást vezetett be a versailles-i királyi udvar életébe. XVI. Lajos, XVIII. Lajos és X. Károly francia királyok nagyanyja.

## Élete

### Származása

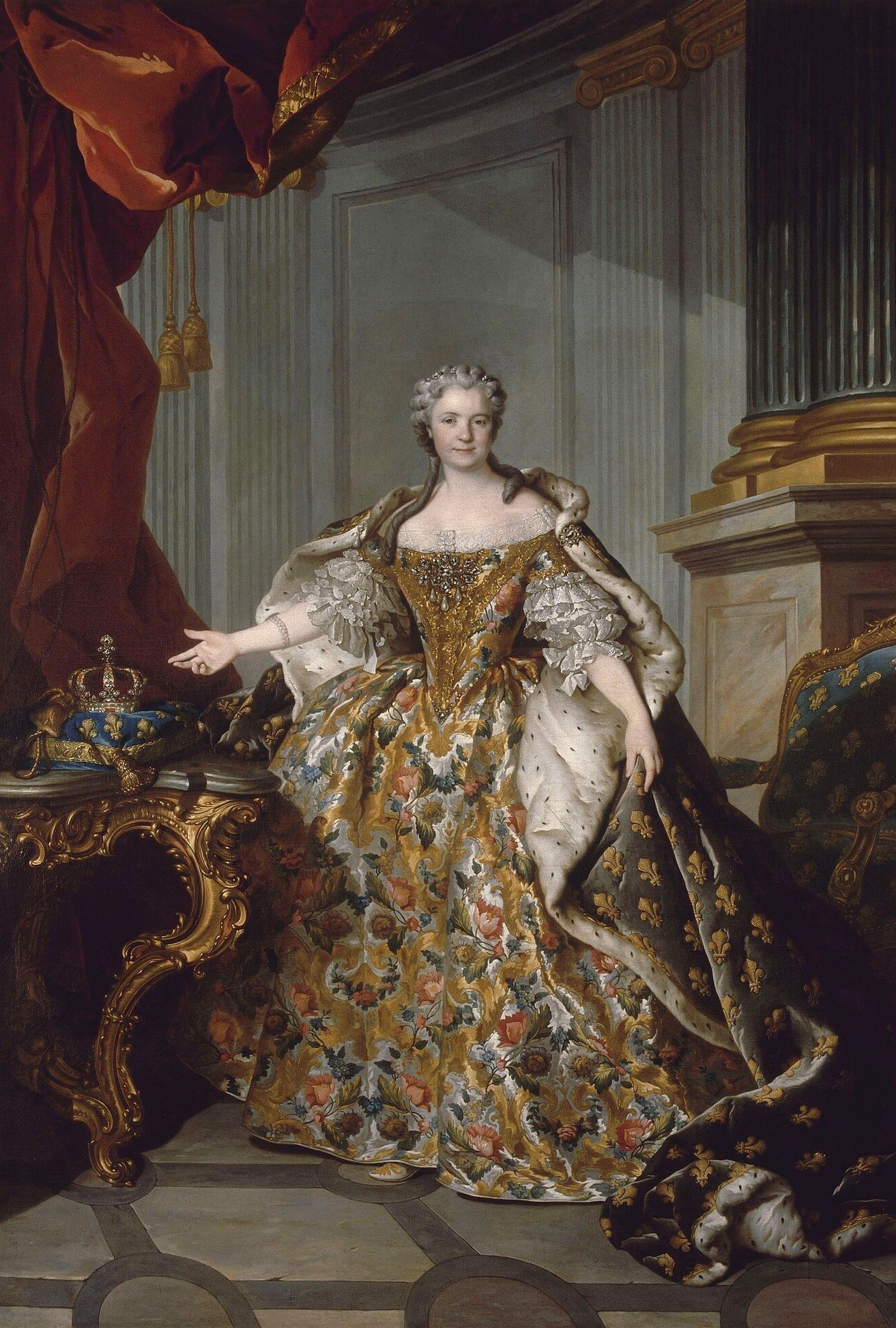
Leszczyńska Mária királyné koronázási öltözetben

Maria Karolina lengyel hercegnő az alsó-sziléziai Trzebnica városában született, 1703. június 23-án. Édesapja a Wieniawa nemzetségből származó Leszczyński Szaniszló (Stanisław Leszczyński) lengyel herceg (1677–1766) volt, Poznań vajdája, Rafał (Rafael) Leszczyński hercegnek (szlachta), német-római birodalmi grófnak (1650–1703) és Anna Jabłonowska lengyel hercegnőnek (1660–1727) egyetlen fia.
Édesanyja a Łodzia nemzetségből származó Katarzyna Opalińska grófnő (kasztelana) (1680–1747), Jan Karol Opaliński poznańi grófnak (kasztelan) és Zofia Anna Czarnkowska grófnőnek leánya. Házasságukból két leánytestvér született:
- Anna Leszczyńska hercegnő (1699–1717),
- Maria Karolina Zsófia Leszczyńska hercegnő (1703–1768).

### Hányatott gyermekkora
Születésekor hazájának nagy része a szász Wettin-ház uralma alatt állt. Az 1700–1721 között dúló nagy északi háború első éveiben XII. Károly svéd király jelentős győzelmeket aratott az oroszok felett, és 1704-ben Mária hercegnő apját, Leszczyński Szaniszló vajdát segítette Lengyelország trónjára, I. Szaniszló király néven. 1706-ban Károly a legyőzött II. (Erős) Ágost királyt hivatalosan is lemondatta a lengyel trónról.
1709-ben azonban Károly csapatainak poltavai veresége után I. Péter orosz cár elfoglalta a Baltikum jelentős részét, és Erős Ágost ismét bevonult Lengyelországba, Leszczyński Szaniszlót elűzték országából. A családi legendák között fennmaradt, hogy varsói menekülés során a kislány elveszett, és később egy istállóban elbújva leltek rá. Egy másik alkalommal kísérői egy kályhában rejtették el üldözői elől.
A trónfosztott király családjával Stettinen és Kristianstadon keresztül Stockholmba menekült. Mivel XII. Károly nem járult hozzá, hogy I. Szaniszló lemondjon lengyel királyi címéről, így a család elveszítette minden lengyelországi birtokát, és nem is térhettek többé haza. 1714-ben Károly átmeneti megoldásként Leszczyński Szaniszlónak adta a saar-vidéki Pfalz–Zweibrücken (francia neve: Palatinat–Deux-Ponts) hercegséget, a svéd király hűbéri birtokát, ahol a család rangjához méltó udvart vihetett. Mária hercegnő is itt nevelkedett. 18 éves nővére, Anna hercegnő 1717-ben a gräfinthali kolostorban tüdőgyulladás következtében meghalt.
1718-ban, XII. Károly halála után a hercegi családnak el kellett hagynia a pfalz–zweibrückeni hercegséget. Leszczyński Szaniszló ekkor Lipót Józseftől (1679–1729), Lotaringia és Bar uralkodó hercegétől, a későbbi I. Ferenc német-római császár apjától kért menedéket. Mivel ellenfele, Erős Ágost több merénylőt is ráküldött, az elűzött király családjával a biztonságos elzászi francia katonavárosokba, Petit-Landauba és Wissembourgba költözött. Lakóhelyüket II. Fülöp orléansi-i herceg (1674–1723), az elhunyt XIV. Lajos unokaöccse, Franciaország régense jelölte ki, aki testőrséget biztosított és kegydíjat is folyósított a család tagjainak.

### Házasságának előzményei
Wissembourgi tartózkodásuk alatt során az ifjú Mária hercegnő férjhezadása nehézségekbe ütközött, a család kiszolgáltatott helyzete miatt. 1720-ban Mária beleszeretett a nála egy évvel idősebb Ludwig Georg Simpert őrgrófba, az 1707-ben elesett törökverő I. Lajos Vilmos badeni őrgróf fiába, a Badeni Őrgrófság trónörökösébe (Erbprinz). Az őrgróf anyja, Franciska Szibilla Auguszta szász–lauenburgi hercegnő, Baden régense azonban sietve hosszú római zarándokútra küldte fiát, megakadályozva a kapcsolat elmélyülését. 1721-ben viszont Mária apja, Leszczyński Szaniszló utasította vissza egy ifjú francia tiszt ajánlatát, mivel túl alacsony rangúnak tartotta őt egy királyi hercegnőhöz. Aztán egy csehországi arisztokratába, Schwarzenberg hercegébe szeretett bele, de az gazdagabb feleséget keresett. Kommendálták Courtanvaux márkijának, de őt ismét Leszczyński Szaniszló utasította el azzal, hogy nem hercegi rangú.
1723-ban elhunyt II. Fülöp orléansi-i herceg, Franciaország régense. Louis IV. Henri de Bourbon–Condé (1692–1740), XIV. Lajos unokája, Bourbon és Enghien hercege, a régenstanács feje megszerezte a főminiszteri posztot is. Franciaországban ő lett a legfőbb hatalom de facto birtokosa. Első felesége, Marie Anne de Bourbon–Conti hercegnő még 1720-ban elhunyt. Bourbon hercege úgy tervezte, megkéri a 20 éves Mária hercegnő kezét. Nagyhatalmú szeretője, Jeanne-Agnès Berthelot de Pléneuf, Prie márkinéja támogatta tervét, arra számítva, hogy a szerény és visszahúzódó hercegnő nem veszélyeztetné az ő befolyását. Az egymásra féltékeny Orléans-ház és a Condé-ház hatalmi torzsalkodása azonban más irányba terelte az eseményeket.
Ezekben az években a kormányzat már évek óta megfelelő feleséget keresett a fiatal és gyenge egészségű XV. Lajos király számára. A király első menyasszonya, Mária Anna Viktória infánsnő (1718–1781), V. Fülöp spanyol király leánya, akit még 1721-ben, hároméves korában jegyeztek el a gyermekkirály számára, már Versailles-ban élt. 1725 februárjában azonban XV. Lajos ismét megbetegedett. Louis de Bourbon herceg komolyan tartott attól, hogy a király váratlan halála esetén az ő politikai ellenfele, IV. Lajos orléans-i herceg (1703-1752), az elhunyt Fülöp régens fia szerezné meg a trónt, ezzel ő maga kegyvesztetté válna. Sietett biztosítani a mielőbbi trónutódlást. Választása Leszczyńska Mária hercegnőre esett, aki 22 évesen már vénleánynak számított. Nem tartották túl szépnek, de egészséges és jó természetű leány volt, akitől gyermekáldást lehetett remélni. A lengyel kapcsolattal kikerülték az egymásra féltékeny európai uralkodóházak közötti kényes választást, megelőzték idegen nagyhatalmak befolyását. A két család között korábban nem volt vérségi kapcsolat, így a francia királyi család vérfrissítését is remélték. A király – nevelőjének, Fleury bíborosnak tanácsára – elfogadta a Bourbon hercegének javaslatát. Prie márkiné is latba vetette befolyását. 1725. március 31-én a régenstanács döntött a lengyel házasságról.

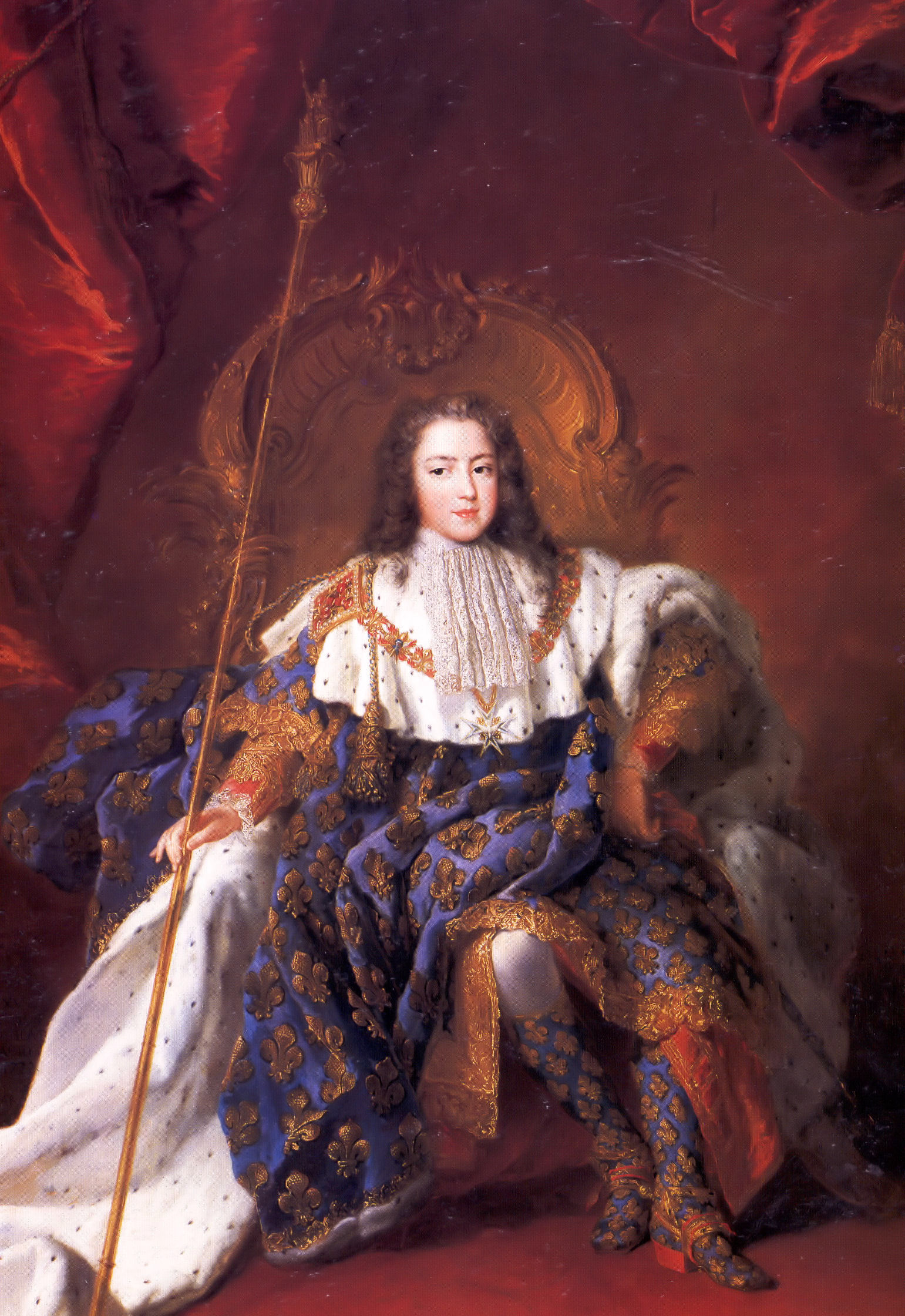
Az ifjú XV. Lajos király

1725. április 2-án a főminiszter megkérte Leszczyński Szaniszlótól 22 éves leányának kezét a 15 éves király nevében. Május 27-én kihirdették a hivatalos eljegyzést. Leszczyńska Mária hercegnő szüleivel együtt a chambord-i kastélyba költözött (apja itt lakott 1733-ig, a lengyel trónra való visszatéréséig). A király első eljegyzését felbontották, a 7 éves spanyol menyasszonynak a spanyol udvar tiltakozása ellenére el kellett hagynia Versailles-t .
A hír megütközést keltett a francia udvarban. Rossz visszhangja volt külföldön is. Felhánytorgatták a Leszczyński család alacsony származását, lenézett lengyel nemzetiségét, vagyontalanságát. Erzsébet Sarolta orléans-i hercegnő, Lotaringia és Bar hercegnéje, az elhunyt Orléans-i Fülöp régens herceg húga, aki saját legidősebb leányát, Erzsébet Terézia hercegnőt (1711–1741) akarta feleségül adni XV. Lajoshoz, ezt írta egy levelében:
„Bevallom, meglepődtem, hogy a király számára, aki az egyetlen tiszta vérűnek megmaradt személy Franciaországban, ennyire rangon aluli házasságot hoznak össze, és hozzáadnak egy szimpla lengyel kisasszonyt, akinek (…) semmi előnyös tulajdonsága sincsen, és az apja csupán huszonnégy órán át volt király.”

### Házassága, gyermekei
Minden akadékoskodás ellenére 1725. augusztus 15-én Leszczyńska Mária hercegnő a strasbourg-i székesegyházban házasságot kötött XV. Lajossal, akit Lajos orléans-i herceg, a királyi vérből való első herceg (premier prince du sang) képviselt (per procurationem). A szertartást Rohan bíboros, Strasbourg érseke, Franciaország főalamizsnása (grand-aumônier) celebrálta. A díszebéden Marie-Anne de Bourbon-Condé királyi hercegnő (1697–1741), Clermont kisasszonya, Bourbon hercegének húga szolgált fel az új királynénak. Mária hercegnőt nem vakította el sorsának hihetetlen fordulata, szerény és visszafogott maradt. A Strasbourg-ból Fontainebleau-ba Champagne és Brie tartományokon át vezető út során bőkezű alamizsnaosztással nyerte meg a köznép rokonszenvét. Szeptember 4-én találkozott XV. Lajossal.
A királyi esküvőt 1725. szeptember 5-én tartották meg a fontainebleau-i kastélyban. A 15 éves ifjú férj és 22 éves felesége boldognak látszott, és a házasságot az esküvőt követő éjjelen el is hálták. 1727–37 között XV. Lajosnak és feleségének 10 (élő) gyermeke született:
1. Lujza Erzsébet (Izabella) (1727–1759), aki 1739-ben feleségül ment Fülöp spanyol infánshoz, Parma uralkodó hercegéhez.
2. Anna Henrietta (1727–1752), Lujza Erzsébet hercegnő ikerhúga,
3. Mária Lujza (1728–1733), gyermekként meghalt.
4. Lajos Ferdinánd (1729–1765), a trónörökös (Dauphin de Viennois), aki 1744-ben Mária Terézia Rafaella spanyol infánsnőt (1726–1746), majd 1747-ben Mária Jozefa Karolina szász hercegnőt vette feleségül. Mária Jozefától született fiai lettek XVI. Lajos, XVIII. Lajos és X. Károly királyok.
5. Fülöp Lajos (1730–1733), Anjou hercege, kisgyermekként meghalt.
6. Mária Adelheid (1732–1800)
7. Viktória Lujza Mária Terézia (1733–1799)
8. Zsófia Filippina Erzsébet Jusztina (1734–1782)
9. Terézia Felicitász (1736–1744), gyermekként meghalt.
10. Lujza Mária (1737–1787), aki karmelita apáca lett (Mère Thérèse de Saint-Augustin).

Leszczyńska Mária fia, Lajos Ferdinánd francia királyi herceg, Franciaország trónörököse 1747-ben Mária Jozefa Karolina szász hercegnőt vette feleségül, unokáját annak a II. (Erős) Ágost lengyel királynak, akinek csapatai elől Leszczyńska Máriát még kisgyermek korában oly sokszor, kalandos utakon kellett menekíteni. Az új dauphine azonban olyan karkötőt vett fel, amelyre Leszczyński Szaniszló képét vésette, mondván: „Házasságom révén őt saját nagyapámnak tekintem.” Ezzel a tapintatos gesztussal megnyerte a királyné rokonszenvét.

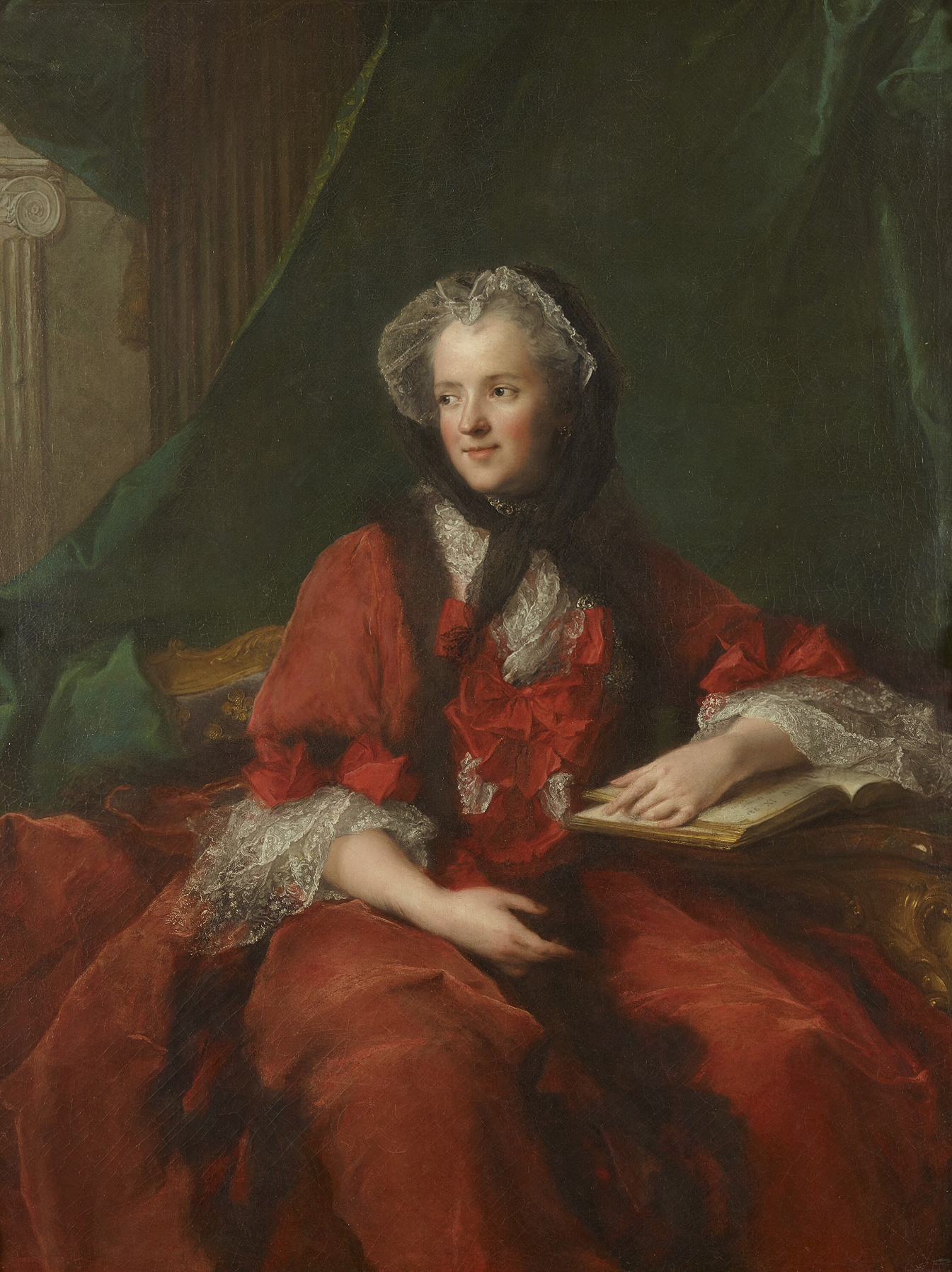
Leszczyńska Mária királyné
(J.M.Nattier festménye, 1748.

### Élete a francia királyi udvarban

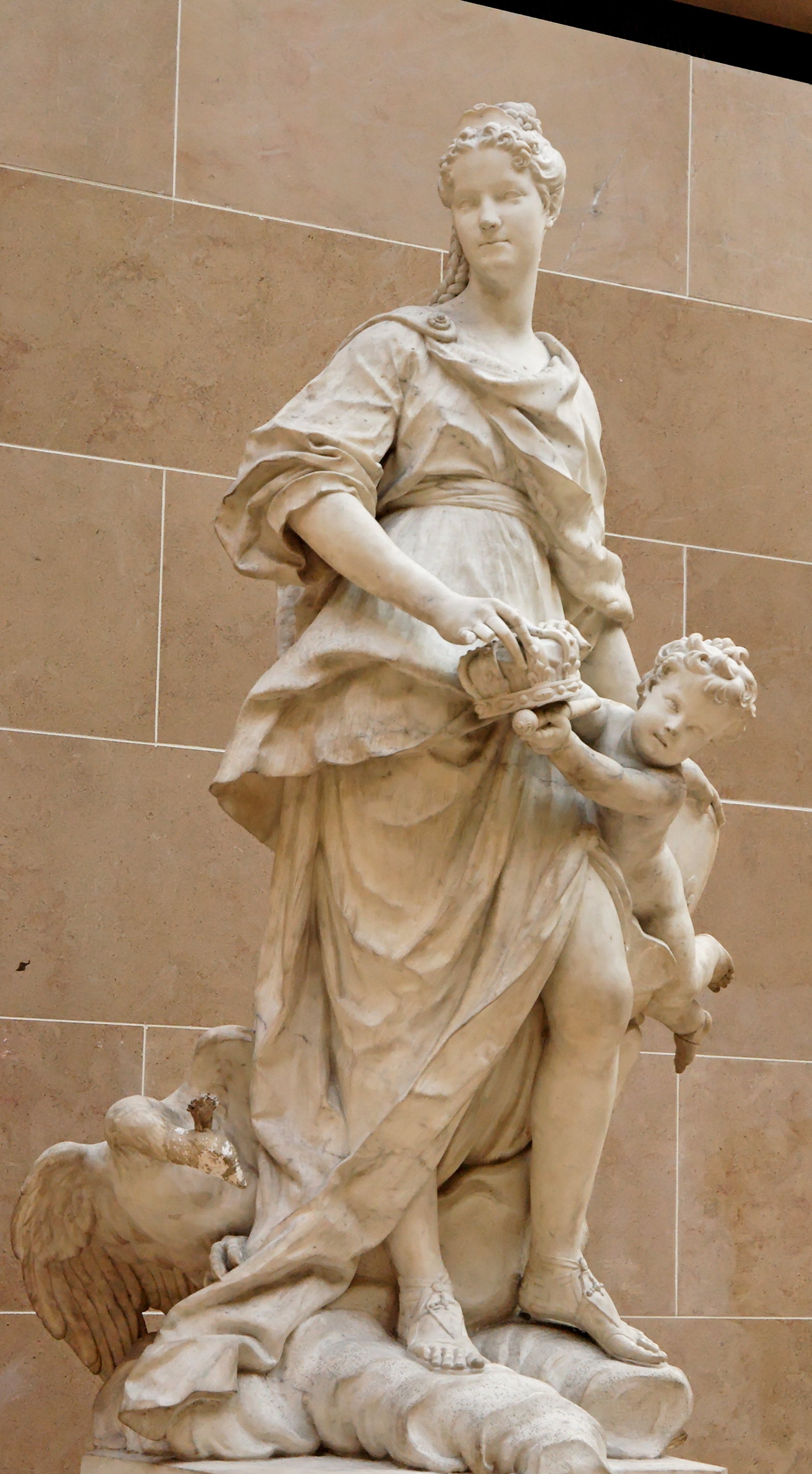
Leszczyńska Mária mint Juno
Id. Guillaume Coustou szobra a Louvre-ban)

A házasság boldognak indult. Leszczyńska Mária királyné mellé adták a Királyság főalamizsnásává kinevezett Fleury bíborost, és a gyermek XV. Lajos mellett szolgáló személyeket, hogy rajtuk keresztül jobban megismerhesse férjét. Mária 10 év alatt 10 élő gyermeket szült férjének, köztük két fiút, akik közül azonban csak egy, Lajos Ferdinánd érte meg a felnőttkort.
A házaspár boldog évtizedének végét a legkisebb leány, Lujza Mária hercegnő (Madame Septième) születése, majd egy elvetélt terhesség jelezte 1737-ben és 1738-ban. A 23 éves királyt untatta 30 éves felesége, akit megviselt a 11 gyermek kihordása. Hírhedten hűtlen férjjé vált. Az erkölcsi és vallási tilalmak ellenére XV. Lajos 1733-tól viszonyt folytatott első (még titkos) kegyencnőjével, Mailly grófnővel, akit 1737-ben hivatalosan is kegyencnőnek hirdetett ki. Őt két nővére, Ventimiglia grófnő és De La Tournelle márkinő követte. 1745-ben Madame de Pompadour következett, aki 1764-es haláláig a király hivatalos kegyencnője maradt, meghatározó befolyást gyakorolva a Királyság politikájára is.
1737 után Leszczyńska Mária királyné már teljes mellőzöttségben élt, a királlyal való kapcsolatából csak a kis számú protokolláris alkalommal elhangzó formális köszöntések maradtak. Az idegenekkel szemben ellenséges udvartól és a királyi kegy fényét élvető kegyencnőktől sok megalázó, gúnyos megjegyzést kellett elszenvednie, amit emelt fővel, de sorsába beletörődve viselt. A kegyencnők közül egyedül Madame de Pompadour törekedett arra, hogy megadja a királynénak és anyának kijáró tiszteletet, és barátságos viszonyt ápoljon vele. 1744-ben, amikor a királyt Metzben súlyos betegség támadta meg, a házaspár átmenetileg kibékült, de ezt követően Mária királyné teljesen visszavonult saját udvartartásának és barátainak körébe. Csak gyermekeinek nevelésében talált vigasztalást, akiket nagy szeretettel vett körül.
Sokat tett a szegényekért. Szinte naponta tanácskozott egyházi személyekkel, akik szociális létesítmények építéséhez vagy működtetéséhez kértek és kaptak tőle segítséget. Személyesen is gondoskodott a használt ruhanemű gyűjtéséről és a szétosztásáról a rászorulók között. Megsérült szolgálóit maga ápolta, gondoskodott a személyzet kiöregedett és megrokkant tagjainak ellátásáról. Szerény külsőségek között élt, de jótékonyságra nagy összegeket adományozott, nem az államkasszából, hanem környezetében gyűjtött magánadományokból. Menyével, Mária Jozefa hercegnével együtt nagyvonalúan támogatta a művészeket és tudósokat. A királyné versailles-i szalonjába a kor számos hírneves zeneszerzőjét, énekesét és költőjét meghívták. 1733-ban Farinelli, a kasztrált énekes adott itt énekleckéket, 1764-ben az ifjú Mozart koncertezett.
A királyné buzgó katolikus volt, jólelkűnek írták le, aki a maga számára keveset igényelt. Tudatosan mellőzte a francia udvar léha, fényűző külsőségeit. Egyes források komolynak és unalmasnak jellemezték, mások éppen ellenkezőleg, briliáns szelleműnek. Abban azonban minden kortársa egyetértett, hogy az eltaszított feleség keserű sorsát méltósággal viselte.

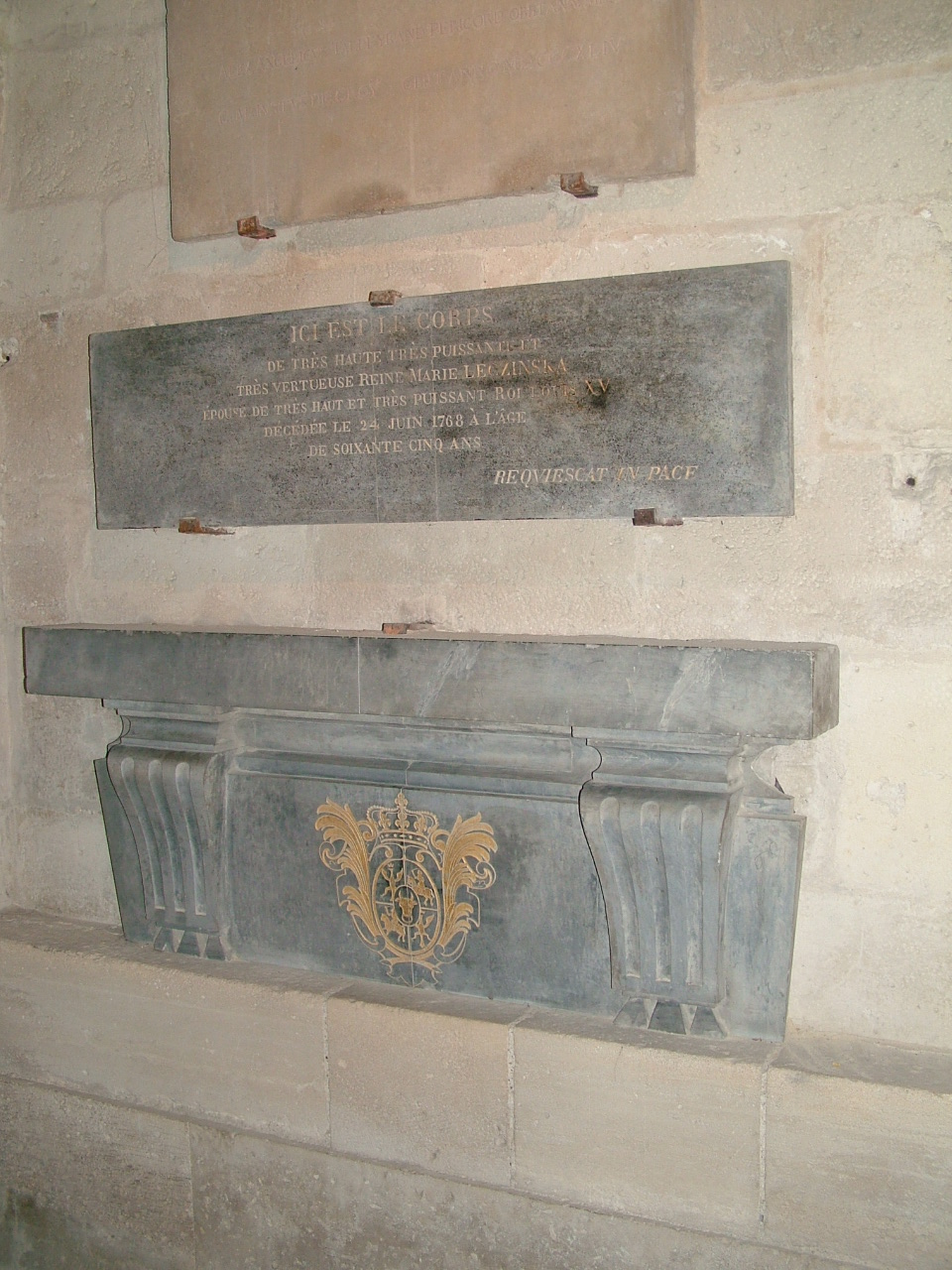
Leszczyńska Mária síremléke Saint-Denis-ben

A politikától távol tartotta magát. Egyetlen (ismert) alkalommal próbálta befolyásolni királyi férjének döntését. Házasságuk első évében, 1725 végén XV. Lajos leváltotta a főminiszterségről Louis Henri de Bourbon–Condé hercegét, helyére tanítóját, Fleury bíborost helyezte. Leszczyńska Mária királyné, akinek királyi házasságát Bourbon hercegének (és a herceg nagy hatalmú szeretőjének, Prie márkinénak) köszönhette, megpróbált közbenjárni a kegyvesztett főminiszter érdekében, a király azonban elutasította.
1733 elején meghalt Leszczyńska Mária édesapjának nagy ellenfele, II. Ágost lengyel király. A lengyel örökség fölött nagyhatalmi érdekek ütköztek egymásnak. XV. Lajos főminisztere, Fleury bíboros meg akarta gátolni az Orosz és a Habsburg Birodalom térnyerését Kelet-Európában. A király apósának, Leszczyński Szaniszlónak trónigénye kiváló ürügyet nyújtott XV. Lajosnak, hogy belépjen a lengyel örökösödési háborúba. Leszczyński Szaniszló francia katonai segítséggel visszatért hazájába és elfoglalta trónját. Az orosz haderő beavatkozása nyomán azonban már 1734-ben újra menekülnie kellett, visszatért vejéhez és leányához. A rajnai hadjáratban Franciaország megszerezte Lotaringia és Bar hercegségeit, 1736-ban XV. Lajos ezekkel kárpótolta a trónját vesztett Leszczyński Szaniszlót, aki Nancyban rendezte be udvartartását. (Lotaringia addigi ura, Ferenc István herceg 1736-ban formálisan lemondott elvesztett fejedelemségéről, cserébe feleségül vehesse Mária Terézia főhercegnőt, VI. Károly császár leányát és örökösét).
Családi tragédiák is sújtották: 1752-ben és 1759-ben elveszítette két felnőtt ikerleányát, 1765-ben egyetlen élő fiát, a trónörököst, egy évvel később édesapját, Leszczyński Szaniszlót, Lotaringia és Bar hercegét is. Halála után a hercegségeket leánya, Leszczyńska Mária királyné révén XV. Lajos örökölte, a tartomány ma is Franciaországhoz tartozik.

### Halála, utódainak későbbi sorsa
Leszczyńska Mária királyné 1768. június 24-én hunyt el a versailles-i kastélyban. Testét a francia uralkodók hagyományos temetkezőhelyén, a Saint-Denis-székesegyházban temették el, szívét szülei mellé, a nancyi Notre-Dame-de-Bonsecours templomban helyezték el. Gyermekei és unokái őszintén meggyászolták. Alattvalói körében a Jó Mária királyné („Bonne Reine Marie)” melléknevet kapta. Férje, XV. Lajos hat évvel élte őt túl. Feleségének halála után egy évvel az öregedő király egy fiatal prostituáltat emelt hivatalos szeretőjévé, Jeanne Bécu kisasszonyt, aki Madame du Barry néven vált ismertté.
Lajos Ferdinánd herceg, a trónörökös is meghalt még szülei életében, így XV. Lajos trónjának örökösei Lajos Ferdinánd fiai, Leszczyńska Mária unokái lettek, akik három királyt adtak Franciaországnak. A francia forradalom alatt két unokáját küldték guillotine alá.

## Felmenői
| Leszczyńska Mária lengyel királyi hercegnő, francia királyné | Édesapja: I. Szaniszló lengyel király (Stanisław Leszczyński) | Apai nagyapja: Rafał (Rafael) Leszczyński herceg | Apai dédapja: Bogusław Leszczyński alkancellár          |
| Leszczyńska Mária lengyel királyi hercegnő, francia királyné | Édesapja: I. Szaniszló lengyel király (Stanisław Leszczyński) | Apai nagyapja: Rafał (Rafael) Leszczyński herceg | Apai dédanyja: Anna Denhoffówna grófnő                  |
| Leszczyńska Mária lengyel királyi hercegnő, francia királyné | Édesapja: I. Szaniszló lengyel király (Stanisław Leszczyński) | Apai nagyanyja: Anna Jabłonowska hercegnő        | Apai dédapja: Stanisław Jan Jabłonowski hetman          |
| Leszczyńska Mária lengyel királyi hercegnő, francia királyné | Édesapja: I. Szaniszló lengyel király (Stanisław Leszczyński) | Apai nagyanyja: Anna Jabłonowska hercegnő        | Apai dédanyja: Marianna Kazanowska grófnő               |
| Leszczyńska Mária lengyel királyi hercegnő, francia királyné | Édesanyja: Katarzyna Opalińska grófnő                         | Anyai nagyapja: Jan Karol Opaliński poznańi gróf | Anyai dédapja: Krzysztof Opaliński herceg (szlachta)    |
| Leszczyńska Mária lengyel királyi hercegnő, francia királyné | Édesanyja: Katarzyna Opalińska grófnő                         | Anyai nagyapja: Jan Karol Opaliński poznańi gróf | Anyai dédanyja: Teresa Konstancya Czarnkowska hercegnő  |
| Leszczyńska Mária lengyel királyi hercegnő, francia királyné | Édesanyja: Katarzyna Opalińska grófnő                         | Anyai nagyanyja: Zofia Anna Czarnkowska hercegnő | Anyai dédapja: Adam Uriel Czarnkowski herceg (szlachta) |
| Leszczyńska Mária lengyel királyi hercegnő, francia királyné | Édesanyja: Katarzyna Opalińska grófnő                         | Anyai nagyanyja: Zofia Anna Czarnkowska hercegnő | Anyai dédanyja: Theresa Zaleska grófnő                  |